# Margot Chevrier
Margot Chevrier, née le 21 décembre 1999 à Nice, est une athlète française, spécialiste du saut à la perche.

## Biographie
Margot Chevrier est étudiante en médecine à l’Université Côté d’Azur.
Elle remporte le concours du saut à la perche aux championnats de France d'athlétisme 2021 à Angers avec un saut de 4,51 m ainsi qu'aux championnats de France d'athlétisme en salle 2022 à Miramas où elle franchit 4,65 m, ainsi qu'aux championnats de France 2024 où elle franchit 4,66 m.
Sa collaboration de huit ans avec Sébastien Reisdorffer s'arrête en octobre 2023. Margot Chevrier s'entraîne ensuite sous la direction de Damiel Dossevi.
Pendant l'hiver 2024, elle franchit 4,66 m.
Le 2 mars 2024, lors de son essai à 4,65 mètres des Championnats du monde d'athlétisme en salle, elle se blesse grièvement, se faisant une fracture ouverte avec luxation du talus (cheville).
Elle est néanmoins sélectionnée "sous condition" pour les épreuves d'athlétisme des jeux olympiques de 2024. Elle devra alors passer un test de compétitivité pour valider définitivement sa sélection. Finalement, Margot Chevrier ne participera pas aux Jeux Olympiques, n'ayant pas réussi le test de compétitivité.

## Palmarès
| Date | Compétition                    | Lieu     | Résultat | Marque |
| ---- | ------------------------------ | -------- | -------- | ------ |
| 2022 | Championnats du monde en salle | Belgrade | 10e      | 4,45 m |
| 2022 | Championnats du monde          | Eugene   | finale   | NM     |
| 2022 | Championnats d'Europe          | Munich   | 10e      | 4,40 m |
| 2023 | Championnats d'Europe en salle | Istanbul | 5e       | 4,60 m |
| 2024 | Championnats du monde en salle | Glasgow  | 8e       | 4,55 m |

| Date | Compétition                     | Lieu    | Résultat | Marque |
| ---- | ------------------------------- | ------- | -------- | ------ |
| 2021 | Championnats de France en salle | Miramas | 2e       | 4,30 m |
| 2021 | Championnats de France          | Angers  | 1re      | 4,51 m |
| 2022 | Championnats de France en salle | Miramas | 1re      | 4,65 m |
| 2022 | Championnats de France          | Caen    | 1re      | 4,50 m |
| 2023 | Championnats de France en salle | Aubière | 1re      | 4,61 m |
| 2023 | Championnats de France          | Albi    | 1re      | 4,61 m |
| 2024 | Championnats de France en salle | Miramas | 1re      | 4,66 m |

## Records
| Épreuve          | Épreuve   | Marque | Lieu    | Date            |
| ---------------- | --------- | ------ | ------- | --------------- |
| Saut à la perche | Plein air | 4,71 m | Paris   | 9 juin 2023     |
| Saut à la perche | Salle     | 4,66 m | Miramas | 17 février 2024 |